# Nikola Jozić
Pour les articles homonymes, voir Jozić.
Nikola Jozić est un footballeur serbe né le 29 septembre 1982 à Ludwigshafen en  Allemagne. Il est défenseur et mesure 1,94 m pour un poids de 94 kg. International yougoslave des moins de 18 ans.

## Carrière
- 1987-1995 : FSV Oggersheim  Allemagne (jeune)
- 1995-1999 : Waldhof Mannheim  Allemagne (jeune)
- 1999-2001 : Eintracht Francfort  Allemagne
- 2001-2002 : AJ Auxerre  France
- 2002-2006 : Zeleznik Belgrade  Serbie
- 2006-2007 : Gaziantepspor  Turquie